# کامل وزیروف
کامل صفرعلی اوغلو وزیروف (به ترکی آذربایجانی: Kamil Səfərəli oğlu Vəzirov ) (۱۹۴۹ - ) رهبر ارکستر اهل جمهوری آذربایجان است. او از سال ۱۹۷۴-۱۹۹۰ و همچنین ۱۹۹۳ به بعد رهبر ارکستر تئاتر ماهنی دولتی رشید بهبودوف آذربایجان است. او در سال ۲۰۰۰ لقب هنرمند افتخار جمهوری آذربایجان را کسب کرده‌است.